# T'ongch'ŏn-ŭp
T'ongch'ŏn-ŭp är en ort i Nordkorea.   Den ligger i provinsen Kangwŏn-do, i den sydöstra delen av landet, 180 km öster om huvudstaden Pyongyang. T'ongch'ŏn-ŭp ligger 6 meter över havet och antalet invånare är 20 575.
Terrängen runt T'ongch'ŏn-ŭp är platt norrut, men åt sydväst är den kuperad. Havet är nära T'ongch'ŏn-ŭp åt nordost.  Det finns inga andra samhällen i närheten. 